# Bo-Gustaf Westberg-Gren
Bo-Gustaf Westberg-Gren, född 14 september 1933 i Örnsköldsvik är en svensk målare, tecknare och teckningslärare.
Han är son till chauffören Hjalmar Andersson och Nancy Widelund och från 1961 gift med Maj-Lis Westberg-Gren. Efter avlagd studentexamen 1954 studerade Westberg-Gren konsthistoria vid Konstfackskolan i Stockholm där han utexaminerades vid teckningslärarinstitutet 1961. Som handledare i måleri under sina studieår hade han Sixten Lundbohm, Magnus Creutz, Nils Nixon och Göte Hennix. Vid sidan av sin utbildning vid Konstfackskolan studerade han konsthistoria vid Stockholms universitet 1959–1961. Tillsammans med Nils Kristofersson ställde han ut på Hampnäs folkhögskola 1962 och separat ställde han ut i bland annat Örnsköldsvik och Härnösand. Han medverkade i Västernorrlands läns bildningsförbunds vandringsutställning Y-konst 1965 och i samlingsutställningar med olika konstföreningar. Westberg-Gren har skildrat sin västnorrländska hembygd särskilt kustlandskapet som återkommer i många av hans verk men han målade även stilleben, porträtt och figurer i olja, gouache, harts och lack. 